# Andorokh
Andorokh (persiska: اندرخ) är en ort i Iran.   Den ligger i provinsen Khorasan, i den nordöstra delen av landet, 700 km öster om huvudstaden Teheran. Andorokh ligger 1 200 meter över havet och antalet invånare är 528.
Terrängen runt Andorokh är kuperad norrut, men söderut är den platt. Runt Andorokh är det ganska tätbefolkat, med 185 invånare per kvadratkilometer. Närmaste större samhälle är Gajvān, 12,7 km väster om Andorokh. Omgivningarna runt Andorokh är i huvudsak ett öppet busklandskap.